# Sonnenfleckbarbe
Die Sonnenfleckbarbe (Pethia stoliczkana, Syn.: Puntius stoliczkanus) ist ein Süßwasserfisch aus der Familie der Karpfenfische (Cyprinidae). Ihr Verbreitungsgebiet umfasst das Stromgebiet des Irrawaddy, des Saluen und den Inlesee in Birma, das Flussgebiet des oberen Mekong und des oberen Mae Nam Chao Phraya in Thailand und Laos. Das Art-Epitheton stoliczkanus wurde zu Ehren des Sammlers der Typusexemplare Ferdinand Stoliczka vergeben.

## Merkmale
Die Sonnenfleckbarbe wird fünf bis sechs Zentimeter lang. Ihr Körper ist gattungstypisch für Pethia-Arten. Ihr Rücken ist helloliv- bis moosgrün gefärbt, die Flanken sind silbrig und glitzern je nach Lichtverhältnis gelblich bis bläulich, die Schuppen auf den Körperseiten haben dunkle Ränder, der Bauch ist weiß. Hinter dem Kiemendeckel findet sich ein brauner bis tiefschwarzer, tropfenförmiger Fleck, gefolgt von einem goldenen Feld. Ein weiterer schwarzer Fleck befindet sich auf dem Schwanzflossenstiel oberhalb des Afterflossenendes. Die Brustflossen sind farblos, die Schwanzflosse hat eine gelbe Wurzel. Bauchflossen und Afterflosse sind leicht rötlich. Bei den Weibchen ist die Rückenflosse leicht rötlich, bei Männchen blutrot mit einem schwarzen ersten Flossenstrahl, einem schwarzen Oberrand und einigen schwarzen Tupfen oder Fleckenreihen. Die Seitenlinie ist vollständig. Barteln fehlen. Der letzte unverzweigte Rückenflossenstrahl ist an seinem Hinterrand gesägt.
- Flossenformel: Dorsale: 2–3/8; Anale: 2/5; Pectorale: 14; Ventrale: 9.
- Schuppenformel: mLR 23–25.

## Systematik
Die Sonnenfleckbarbe gehörte ursprünglich zur Gattung Puntius (bzw. Barbus) und dort zu der nach der Prachtbarbe benannten und etwa 20 nahe verwandte Arten umfassenden P. conchonius-Artengruppe. Diese Gruppe wurde inzwischen unter dem Namen Pethia eine eigenständige Gattung.